# 마르탱 생루이
마르탱 생루이(프랑스어: Martin St-Louis, 영어: Martin St. Louis 마틴 생루이[*], 프랑스어 발음: [maʁtɛ̃ sɛ̃ lwi], 1975년 6월 18일~)는 캐나다의 은퇴한 아이스하키 선수로 포지션은 라이트윙이다. 드래프트 지명을 받지 못한 선수이나 1998년 캘거리 플레임스부터 2015년 뉴욕 레인저스까지 내셔널 하키 리그(NHL)에서 1000경기 이상 참가했으며, 1000포인트 이상의 득점을 기록했다. 그는 당시 탬파베이 라이트닝의 주요 선수 중 한 명으로 2000년부터 2014년에 뉴욕 레인저스로 트레이드되기 전까지 활동했으며, 도중에 스위스 내셔널 리그 A의 HC 로잔에서 잠시 뛰기도 했다. 2004년에 스탠리 컵에서 탬파베이 라이트닝의 일원으로 우승을 차지했으며, 2018년에 하키 명예의 전당에 헌액되었다.
생루이는 버몬트 대학교의 아이스하키팀인 버몬트 캐머마운츠의 주요 선수였으며, 1995년부터 1997년까지 3시즌 연속으로 이스트 코스트 애슬레틱 콘퍼런스(ECAC)와 전미 대학 체육 협회(NCAA) 올아메리칸팀에 선정되었다. 이후 프로 선수로서는 NHL 올스타팀에 총 6번 이름을 올렸다. 특히 2003-04 시즌에 각각 현역 선수와 리그에서 선정하는 레스터 B. 피어슨 상과 하트 메모리얼 트로피 수상자로 선정되었으며, 최고 득점(94점)을 기록하여 아트 로스 트로피를 받았다. 또한 NHL 페어플레이상인 레이디 빙 메모리얼 트로피를 3번 받았으며, 2013년에 37세의 나이로 그의 두 번째 아트 로스 트로피를 획득하여 역대 최고령 NHL 득점왕에 올랐다. 또한 시즌 2번(2003-04, 2012-13) 최다 어시스트 기록 선수가 되었다.
캐나다 대표팀 소속으로 2004년 아이스하키 월드컵에서 우승을 차지했으며, 세계 아이스하키 선수권 대회에서 준우승 2회 차지했다. 2009년 세계 선수권 대회 당시에는 15점을 기록하면서 득점왕을 차지했고 대회 올스타팀에 선정되었다. 올림픽에도 2번 출전하였으며, 2014년 동계 올림픽에서 금메달을 차지한 캐나다 대표팀의 일원이다.

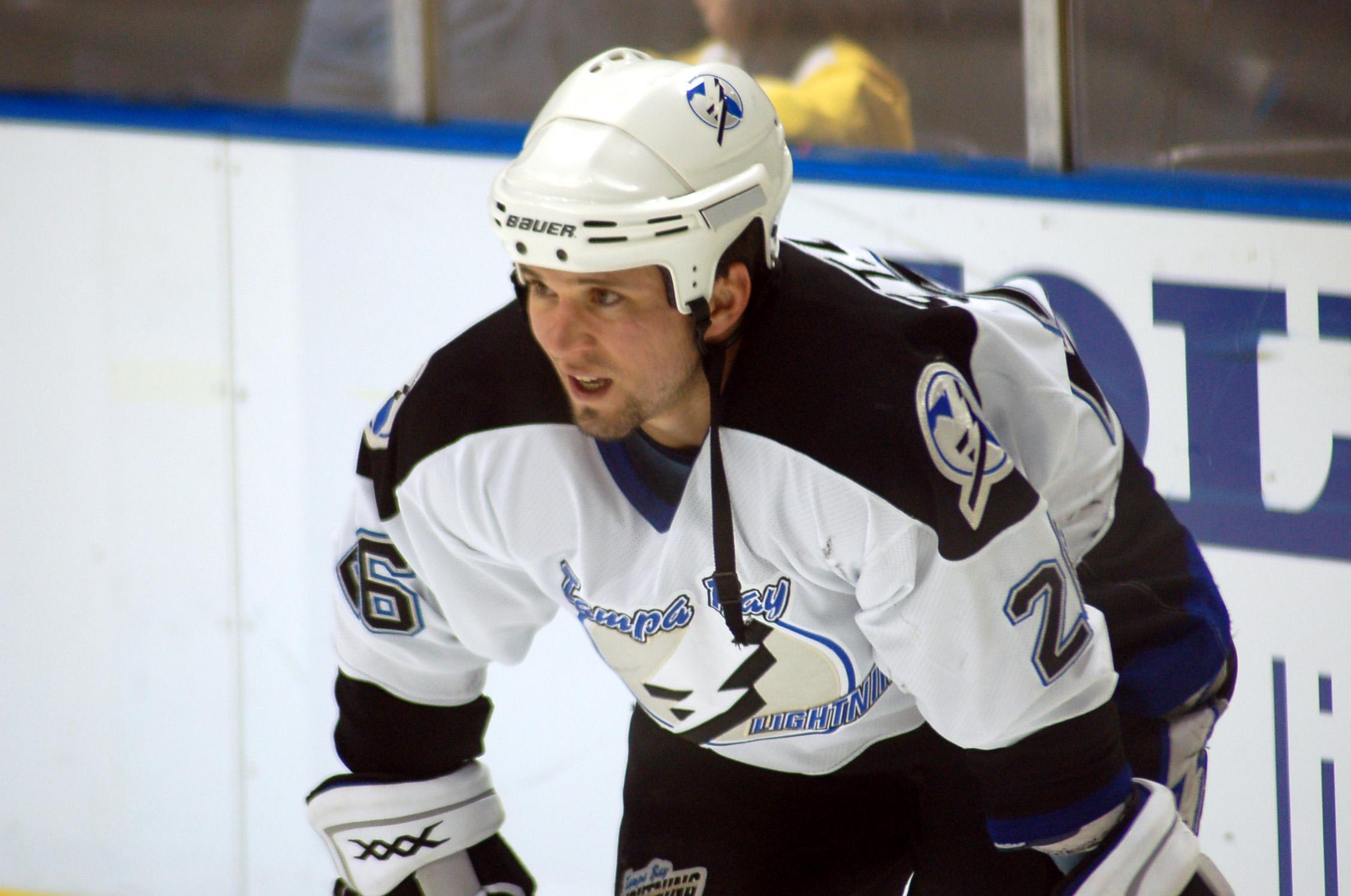
2007년 탬파베이 라이트닝 소속 당시의 생루이

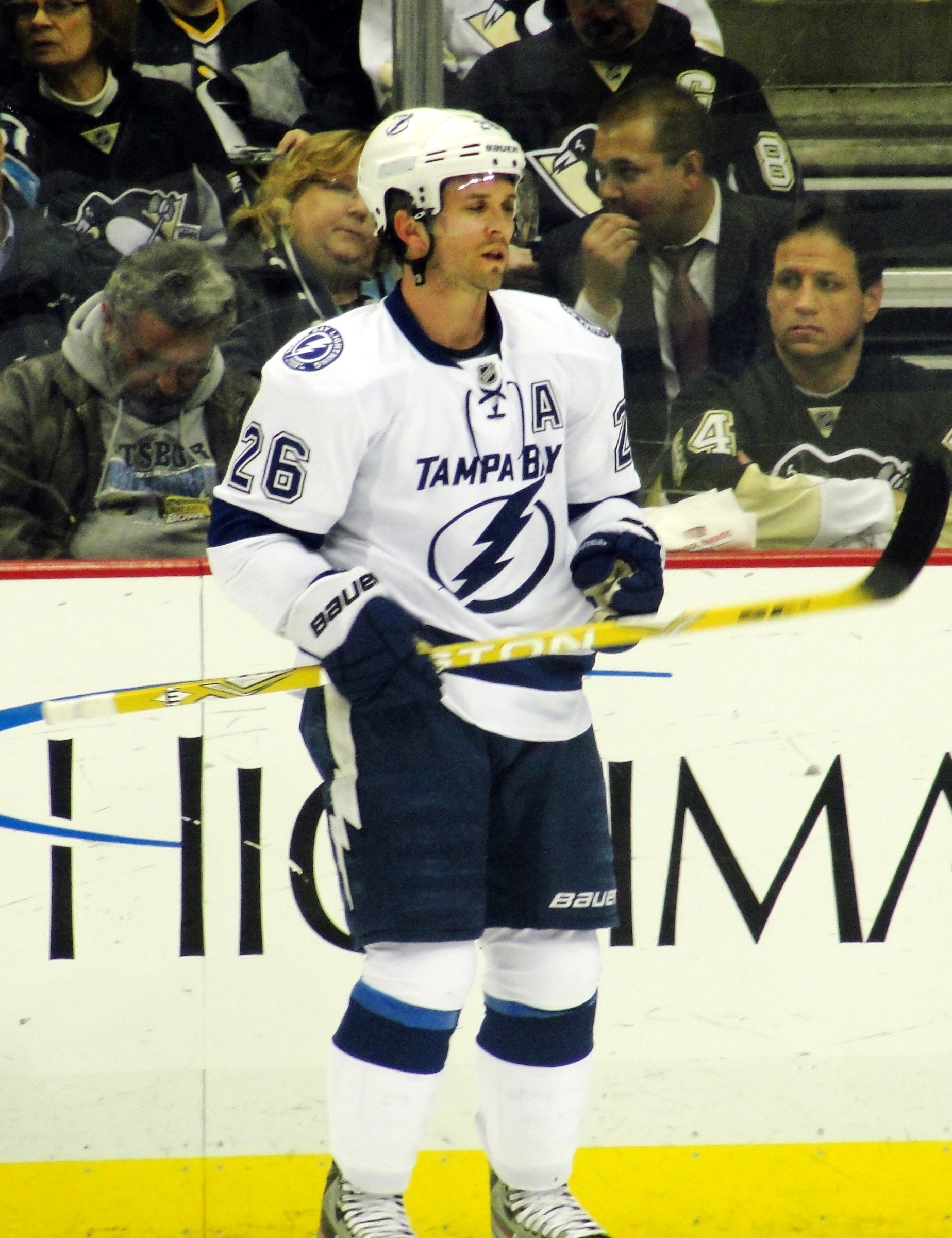
2012년 탬파베이 라이트닝 소속 당시의 생루이

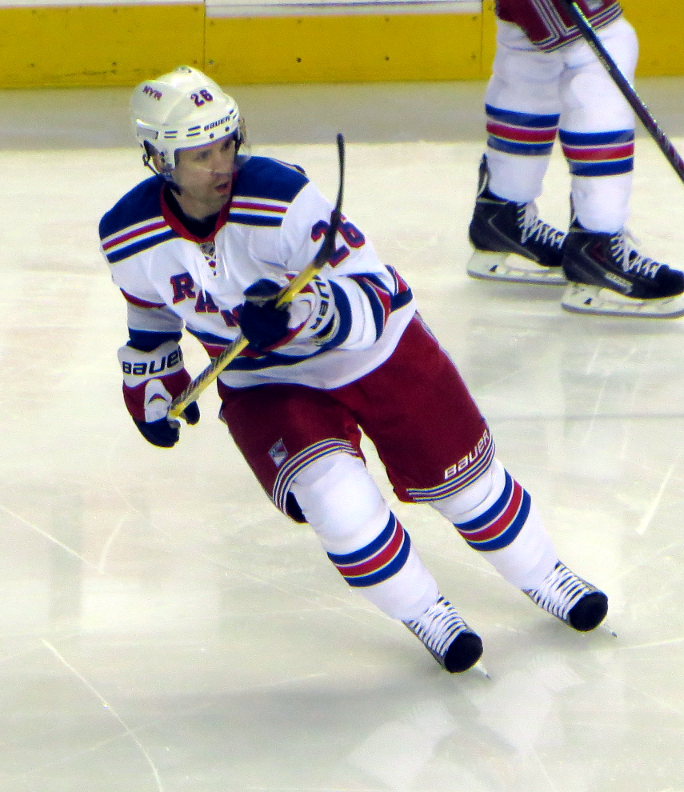
2014년 뉴욕 레인저스 소속 당시의 생루이